# Parlamentswahl in Ruanda 2024

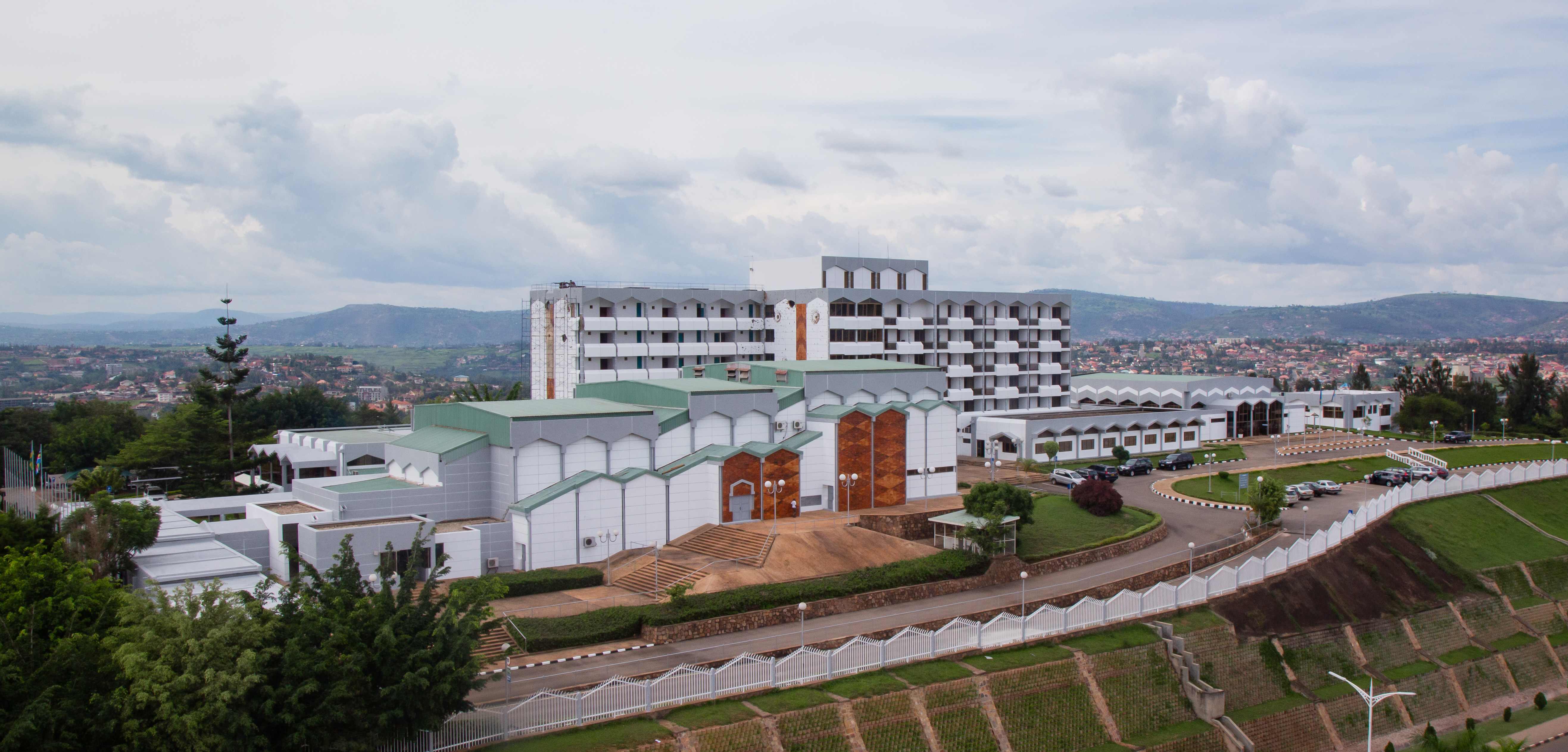
Parlamentsgebäude von Ruanda in der Hauptstadt Kigali (2019)

Die Parlamentswahl in Ruanda 2024 fand am 15. Juli parallel zur Präsidentschaftswahl statt. Die Wahlkoalition um die Ruandische Patriotische Front gewann 68,83 Prozent der Stimmen.

## Hintergrund
Die Ruandische Patriotische Front (RPF) regiert Ruanda seit Ende des Völkermords 1994. Der Parteivorsitzende Paul Kagame ist seit 2000 Präsident des Landes. Ruanda gilt als stabil und wirtschaftlich wachsend, jedoch werden politische Gegner und unabhängige Medien von der Regierung durch Einschüchterung, Verhaftungen und gerichtliche Maßnahmen unterdrückt.

## Wahltermin und -zeitplan
Der Wahltermin wurde im Dezember 2023 auf den 15. Juli 2024 festgelegt. Die ruandische Diaspora kann am 14. Juli an ausgewählten Orten wählen. Der gleichzeitige Wahltermin mit der Präsidentschaftswahl wurde durch eine Verfassungsänderung im August 2023 möglich, die die Amtszeit der Abgeordneten einmalig um ein Jahr verlängerte. Die Amtszeit des Präsidenten wurde von sieben auf fünf Jahre reduziert und damit an die Amtszeit der Abgeordneten angeglichen. Die Zusammenlegung der Wahlen wurde mit dem Ziel begründet, die Kosten sowohl für den Staat als auch für die politischen Parteien, die an den Wahlen teilnehmen, zu minimieren.
Die Einreichung von Kandidaturen ist vom 13. bis 30. Mai 2024 möglich. Unabhängige Kandidaten müssen eine Liste mit 600 Unterschriften von registrierten Wählern vorlegen, wobei mindestens 12 Unterschriften für jeden der 30 Distrikte benötigt werden. Die vorläufige Kandidatenliste wurde am 6. Juni und die endgültige Liste amn 14. Juni 2024 veröffentlicht.
Für die Wahl 2024 sind rund 9,5 Millionen Ruander registriert, davon etwa 2 Millionen Erstwähler der „Generation Kagame“, die nach dem Völkermord und während der Regierungszeit Kagames geboren wurden.

## Wahlsystem
Von den 80 Sitzen in der Abgeordnetenkammer, dem Unterhaus im parlamentarischen Zweikammersystem von Ruanda, werden 53 direkt über Listenwahl gewählt, während 24 Sitze für Frauen, 2 für junge Menschen und 1 für Menschen mit Behinderung reserviert sind. Von den für Frauen reservierten Sitzen gehen jeweils 6 an die Ost-, Süd- und Westprovinz, 4 an die Nordprovinz und 2 an die Hauptstadtprovinz Kigali. Die Wahlstimmen werden nach dem Hare/Niemeyer-Verfahren (engl. method of largest remainders) in die 53 Abgeordnetenmandate umgerechnet. Es besteht eine 5-Prozent-Hürde unabhängige Kandidaten.

## Kandidaten
Die finale Liste der Wahlkommission umfasste 589 akzeptierte Kandidaten für die 80 Parlamentssitze von 666 insgesamt eingereichten Kandidaturen. Von den sechs politischen Parteien wurden insgesamt 392 Kandidaturen eingereicht. Dazu kamen 27 unabhängige Kandidaturen, 200 für die Frauenrepräsentantinnen, 34 für die Jugend- und 13 für die Behindertenrepräsentanten. Von den 392 Parteikandidaturen genügten 345 den Anforderungen. Die regierende Ruandische Patriotische Front (RPF) reichte eine Liste mit der maximal möglichen Kandidatenzahl von 80 Personen ein, die alle von der Wahlkommission akzeptiert wurden. Die zweitstärkste Social Democratic Party reichte eine Liste mit 66 Kandidaturen ein, darunter 37 Männer und 29 Frauen. Von diesen qualifizierten sich 59 Kandidaten. Bei der Liberal Party (PL) wurden alle 54 Kandidaten akzeptiert und bei der Demokratischen Grünen Partei Ruandas (DGPR) waren es laut der Wahlkommission 50 von 64. Die Parti Démocratique Idéal (PDI) stellte 55 akzeptierte Kandidaten und die Social Party Imberakuri 47 von 80 eingereichten. Von den 27 unabhängigen Kandidaten schaffte es nur Janvier Nsengiyumva auf die Wahlliste. Für die 24 Sitze für Frauenrepräsentantinnen kandidieren 199 Frauen, für die 2 Jugendrepräsentanten 31 Kandidaten und für den Behindertenrepräsentanten 13 Kandidaten.

## Ausgangslage

80 Sitze der Abgeordnetenkammer von Ruanda, 2018:
RPF-Koalition: 40 Sitze
Sozialdemokratische Partei: 5 Sitze
Liberale Partei: 4 Sitze
Demokratische Grüne Partei Ruandas: 2 Sitze
Soziale Partei Imberakuri: 2 Sitze
Indirekt ernannte Mitglieder: 27 Sitze, davon sind 24 für Frauen reserviert, 2 für junge Menschen und 1 Sitz für Menschen mit Behinderung

Bei der letzten Parlamentswahl in Ruanda am 2. September 2018 gewannen folgende Parteien Sitze von den 53 zur Wahl stehenden:
- Ruandische Patriotische Front (RPF) / Rwanda Patriotic Front / Front Patriotique Rwandais (FPR): 40 Sitze
- Sozialdemokratische Partei / Social Democratic Party / Parti Social Démocrate (PSD): 5 Sitze
- Liberale Partei / Liberal Party / Parti Libéral (PL): 4 Sitze
- Demokratische Grüne Partei Ruandas / Democratic Green Party of Rwanda / Parti vert démocratique du Rwanda (DGPR): 2 Sitze
- Social Party Imberakuri / Parti Social Imberakuri (PS-Imberakuri): 2 Sitze

Erstmals zogen zwei Mitglieder der DGPR ins Parlament ein.
Der 2024 einzige parteiunabhängig antretende Kandidat Janvier Nsengiyumva kandidierte bereits bei der Parlamentswahl 2018, aber erreichte nicht die notwendige Fünf-Prozent-Hürde.

## Wahlergebnis

80 Sitze der Abgeordnetenkammer von Ruanda nach der Parlamentswahl 2024:
RPF-Koalition: 37 Sitze
Liberale Partei: 5 Sitze
Sozialdemokratische Partei: 5 Sitze
Parti Démocratique Idéal (PDI): 2 Sitze
Demokratische Grüne Partei Ruandas: 2 Sitze
Social Party Imberakuri (PS-Imberakuri): 2 Sitze
Indirekt ernannte Mitglieder: 27 Sitze, davon sind 24 für Frauen reserviert, 2 für junge Menschen und 1 Sitz für Menschen mit Behinderung

### Stimmanteile
Nach den offiziellen Wahlergebnissen gewannen die RPF und ihre Wahlkoalitionspartner 68,83 % der Stimmen, was 37 Sitzen entspricht. Laut der nationalen Wahlkommission gaben von 9.071.000 registrierten Wählern 8.761.453 ihre Stimmen ab.
Einige Parteien erhielten knapp unter 5 Prozent der Stimmen: die PDI 4,61 %; DGPR 4,56 % und PS-Imberakuri 4,51 %. Laut der Wahlkommission werden solche Werte für die 5-Prozent-Hürde jedoch aufgerundet, sodass die Parteien es demnach knapp ins Parlament schafften. Deutlich unterhalb der notwendigen fünf Prozent lag jedoch das Ergebnis für den unabhängigen Kandidaten Janvier Nsengimana mit vorläufig 0,21 % der Stimmen.
| Wahlbündnisse                                 | Wahlbündnisse                                 | Listen                                        | Stimmen   | %    | Mandate | +/- |
| --------------------------------------------- | --------------------------------------------- | --------------------------------------------- | --------- | ---- | ------- | --- |
|                                               | Wahlbündnis Front RPF                         | Ruandische Patriotische Front (RPF)           | 6.126.433 | 68,8 | 37      | –3  |
| Centrist Democratic Party (PDC)               | Wahlbündnis Front RPF                         |                                               | 6.126.433 | 68,8 | 37      | –3  |
| Party for Progress and Concord (PPC)          | Wahlbündnis Front RPF                         |                                               | 6.126.433 | 68,8 | 37      | –3  |
| Parti de la Solidarité et du Progrès (PSP)    | Wahlbündnis Front RPF                         |                                               | 6.126.433 | 68,8 | 37      | –3  |
| Democratic Union of the Rwandan People (UDPR) | Wahlbündnis Front RPF                         |                                               | 6.126.433 | 68,8 | 37      | –3  |
| Rwandan Socialist Party (PSR)                 | Wahlbündnis Front RPF                         |                                               | 6.126.433 | 68,8 | 37      | –3  |
|                                               | Liberal Party (PL)                            | Liberal Party (PL)                            | 770.896   | 8,7  | 5       | +1  |
|                                               | Social Democratic Party (PSD)                 | Social Democratic Party (PSD)                 | 767.143   | 8,6  | 5       | ±0  |
|                                               | Parti Démocratique Idéal (PDI)                | Parti Démocratique Idéal (PDI)                | 410.513   | 4,6  | 2       | +1  |
|                                               | Demokratische Grüne Partei Ruandas (DGPR)     | Demokratische Grüne Partei Ruandas (DGPR)     | 405.893   | 4,6  | 2       | ±0  |
|                                               | Social Party Imberakuri (PS-Imberakuri)       | Social Party Imberakuri (PS-Imberakuri)       | 401.524   | 4,5  | 2       | ±0  |
|                                               | Unabhängige (1 Kandidat: Janvier Nsengiyumva) | Unabhängige (1 Kandidat: Janvier Nsengiyumva) | 19.051    | 0,2  | –       | ±0  |
|                                               | Indirekt bestimmte Abgeordnete                | Indirekt bestimmte Abgeordnete                | –         | –    | 27      | ±0  |
| Gesamt                                        | Gesamt                                        | Gesamt                                        | 8.901.453 | 100  | 80      |     |
|                                               |                                               |                                               |           |      |         |     |
| Ungültige Stimmen                             | Ungültige Stimmen                             | Ungültige Stimmen                             | 6.423     | 0,1  |         |     |
| Wähler                                        | Wähler                                        | Wähler                                        | 8.907.876 | 98,2 |         |     |
| Wahlberechtigte                               | Wahlberechtigte                               | Wahlberechtigte                               | 9.071.157 |      |         |     |
|                                               |                                               |                                               |           |      |         |     |
| Quellen:                                      |                                               |                                               |           |      |         |     |

| Indirekt bestimmte Abgeordnete | Indirekt bestimmte Abgeordnete | Mandate | Kandidat                    | Stimmen | %     |
| ------------------------------ | ------------------------------ | ------- | --------------------------- | ------- | ----- |
| Frauenrepräsentantinnen        | Nordprovinz                    | 4       | Olive Uwamurera             | 18.959  | 79,35 |
| Frauenrepräsentantinnen        | Nordprovinz                    | 4       | Eliane Mukarusagara         | 18.956  | 79,33 |
| Frauenrepräsentantinnen        | Nordprovinz                    | 4       | Madina Ndangiza             | 17.690  | 74,04 |
| Frauenrepräsentantinnen        | Nordprovinz                    | 4       | Ingrid Marie Parfaite Izere | 17.519  | 73,32 |
| Frauenrepräsentantinnen        | Ostprovinz                     | 6       | Gertrude Kazarwa            | 19.760  | 62,06 |
| Frauenrepräsentantinnen        | Ostprovinz                     | 6       | Lydia Mushimiyimana         | 19.625  | 61,64 |
| Frauenrepräsentantinnen        | Ostprovinz                     | 6       | Christine Kanyandekwe       | 18.724  | 58,81 |
| Frauenrepräsentantinnen        | Ostprovinz                     | 6       | Alphonsine Mukamana         | 18.391  | 57,76 |
| Frauenrepräsentantinnen        | Ostprovinz                     | 6       | Solange Uwingabe            | 18.367  | 57,69 |
| Frauenrepräsentantinnen        | Ostprovinz                     | 6       | Judith Mukarugwiza          | 17.630  | 55,37 |
| Frauenrepräsentantinnen        | Südprovinz                     | 6       | Francine Tumushime          | 23.651  | 77,34 |
| Frauenrepräsentantinnen        | Südprovinz                     | 6       | Marie Claire Uwumuremyi     | 22.576  | 73,83 |
| Frauenrepräsentantinnen        | Südprovinz                     | 6       | Jeannette Uwababyeyi        | 21.919  | 71,68 |
| Frauenrepräsentantinnen        | Südprovinz                     | 6       | Sarah Kayitesi              | 20.965  | 68,56 |
| Frauenrepräsentantinnen        | Südprovinz                     | 6       | Germaine Mukabalisa         | 20.404  | 66,73 |
| Frauenrepräsentantinnen        | Südprovinz                     | 6       | Hope Gasatura Tumukunde     | 20.153  | 65,90 |
| Frauenrepräsentantinnen        | Westprovinz                    | 6       | Aline Ingabire              | 22.558  | 72,2  |
| Frauenrepräsentantinnen        | Westprovinz                    | 6       | Francoise Mukandekezi       | 20.805  | 66,6  |
| Frauenrepräsentantinnen        | Westprovinz                    | 6       | Angelique Nyirabazayire     | 20.433  | 65,4  |
| Frauenrepräsentantinnen        | Westprovinz                    | 6       | Alice Muzana                | 19.009  | 60,9  |
| Frauenrepräsentantinnen        | Westprovinz                    | 6       | Gloriose Sibobugingo        | 18.846  | 60,3  |
| Frauenrepräsentantinnen        | Westprovinz                    | 6       | Salama Uwamurera            | 16.838  | 53,9  |
| Frauenrepräsentantinnen        | Kigali                         | 2       | Phoebe Kanyange             | 7.864   | 82,78 |
| Frauenrepräsentantinnen        | Kigali                         | 2       | Donatha Gihana              | 7.228   | 76,08 |
| Jugendrepräsentanten           | Jugendrepräsentanten           | 2       | Vanessa Umuhoza Gashumba    | 188     | 73,72 |
| Jugendrepräsentanten           | Jugendrepräsentanten           | 2       | Venuste Icyitegetse         | 159     | 62,35 |
| Behindertenrepräsentant        | Behindertenrepräsentant        | 1       | Olivia Mbabazi              | 375     | 59,90 |

### Mandate
Der Frauenanteil an den 80 Sitzen im Parlament stieg von 61,3 % auf 63,8 %. Während 27 Abgeordnete indirekt bestimmt wurden (vgl. Tabelle oberhalb), zogen folgende 53 Politiker über die Listenwahl ins Parlament ein:

#### RPF-Wahlkoalition
37 Mandate:
- Speciose Ayinkamiye
- Damien Nyabyenda
- Beline Uwineza
- Emmanuel Ndoriyobijya
- Veneranda Uwamariya
- Emmanuel Karemera
- Furaha Emma Rubagumya
- Benoit Senani
- Winifrida Mpembyemungu
- Eugène Mussolin
- Odette Uwamariya
- Barthelemy Karinijabo
- Christine Bakundufite
- Philibert Uwiringiyimana
- Cecille Murumunawabo
- Diogene Bitunguramye
- Pie Nizeyimana
- Sylvie Muyango Mukayiranga
- Deogratias Nzamwita
- Marie Therese Uwizeye
- Joseph Ndereremungu
- Yvonne Mujawabega
- Egide Nkuranga
- Christine Nyiramana
- Anastase Nabahire
- Therence Kayigire
- Beth Murora
- James Kanamugire
- Jean Paul Munyandamutsa
- Jennifer Wibabara
- Epiphanie Mukampunga
- Etienne Mvano Nsabimana
- Liliane Umutesi
- Prisca Uwamahoro
- Jean Sauveur Kalisa
- Spéciose Mukandanga
- Germain Musonera

#### PL
5 Mandate:
- Théogène Munyangeyo
- Balinda Rutebuka
- Gloriose Mukamwiza
- Erneste Nsangabandi
- Aimee Marie Ange Tumukunde

#### PSD
5 Mandate:
- Valens Muhakwa
- Jeanne d’Arc de Bonheur
- Gallican Niyongana
- Marie Therese Uwubutatu
- Deogratias Bizimana Minani

#### PDI
2 Mandate:
- Musa Fazil Harerimana
- Wassila Niwemahoro

#### DGPR
2 Mandate:
- Jean Claude Ntezimana
- Carine Maombi

#### PS-Imberakuri
2 Mandate:
- Christine Mukabunani
- Jean Rene Niyorurema